# Malthinus nigerrimus
Malthinus nigerrimus is een keversoort uit de familie soldaatjes (Cantharidae). De wetenschappelijke naam van de soort werd in 1975 gepubliceerd door Constantin.